# Jan Coenraad Koopman

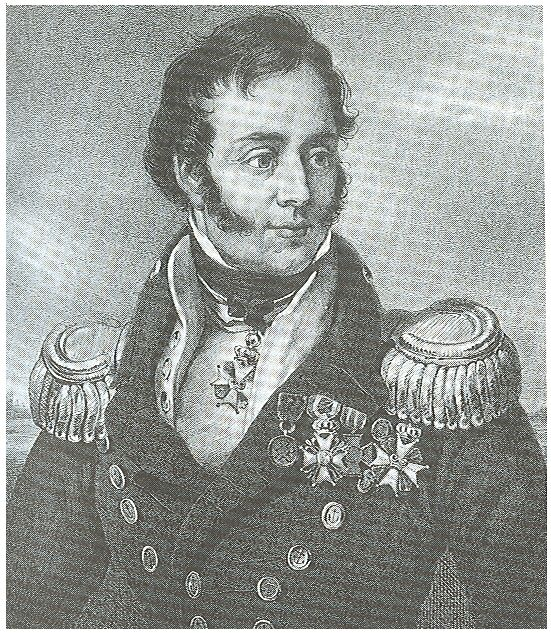
Jan Coenraad Koopman.

Jan Coenrad Koopman, född den 21 mars 1790 i Amsterdam, död den 21 april 1855 i Utrecht, var en holländsk sjömilitär.
Koopman blev efter krigstjänst i Napoleonkrigen och i Nederländska Indien 1830 befälhavare över stridskrafterna vid Scheldelinjen under belgiska revolutionen och skildrade denna sin verksamhet i Zijner Majesteils zeemacht over Antwerpen 1830-1832 (1853). Koopman blev 1835 befälhavare över de nederländska sjöstridskrafterna i Ostindien, var 1839-47 föreståndare för marininstitutet i Medemblik och utnämndes 1848 till viceamiral.